# Orquesta Sinfónica de San Diego
La Orquesta Sinfónica de San Diego (en inglés: San Diego Symphony Orchestra, abreviada como SDSO) es una orquesta sinfónica estadounidense con sede en San Diego, California, que fue fundada en 1910. Su sala de conciertos habitual es el Jacobs Music Center y el Rady Shell at Jacobs Park. Es la orquesta de la Ópera de San Diego.

## Historia
El 6 de diciembre de 1910, la orquesta dio su primer concierto como Orquesta Cívica de San Diego. A lo largo de su historia, la orquesta atravesó varios periodos de problemas fiscales que la obligaron a cesar sus operaciones. El primero de estos periodos fue de 1921 a 1926. La orquesta reanudó sus conciertos limitados de verano en 1927, pero volvió a disolverse en 1936. En 1949 la sinfónica volvió a dar conciertos.
El Jacobs Music Center se construyó en 1929 como un cine francés de lujo de estilo rococó, conocido originalmente como Fox Theatre. El local se cedió a la sinfónica en 1984. De 1996 a 1998, los problemas fiscales de la orquesta la llevaron a declararse en quiebra en mayo de 1996 y a cesar su actividad.
Con un plan de bancarrota centrado en una donación de 2 millones de dólares de Larry Robinson y a través de los esfuerzos pro bono de los destacados abogados de bancarrota Ted Graham y Jeff Garfinkle de Brobeck, Phleger & Harrison, y del administrador judicial, Thomas F. Lennon, que gestionó las finanzas, la orquesta se reorganizó y volvió a empezar en 1998, con Jung-Ho Pak como director artístico. Se había convertido en director asistente de la sinfónica en 1994.
Varios años después de la reorganización de la orquesta, el 14 de enero de 2002, la SDSO anunció la mayor donación jamás realizada a una orquesta sinfónica: 120 millones de dólares de Joan e Irwin Jacobs. Un informe afirmaba que el acuerdo consistía en donar 50 millones de dólares a lo largo de un periodo de 10 años, a razón de 5 millones al año. El resto se dejaría a la orquesta como legado.
En 2001 la orquesta ratificó un acuerdo que aumentaba el salario base anual de los músicos de 25.920 a 45.750 dólares, con una ampliación de la temporada de conciertos de 26 a 41 semanas. En 2006, la orquesta ratificó un nuevo contrato de cinco años que aumentaba el salario mínimo anual de 45.750 a 57.776 dólares en cinco años. La temporada de 41 semanas también se ampliará a 42 semanas. En 2006, el presupuesto anual de la orquesta era de 14 millones de dólares. En septiembre de 2016, la SDSO anunció un nuevo contrato de 5 años que aumentará el salario base de los músicos de algo menos de 70.000 dólares a 80.000 dólares anuales.
En enero de 2016 la orquesta obtuvo la aprobación para construir un nuevo pabellón al aire libre para albergar sus programas Summer Pops.
Jahja Ling fue director musical de 2004 a 2017, y ahora ostenta el título de director laureado de la orquesta. Marvin Hamlisch fue el director principal de la orquesta desde 2006 hasta su fallecimiento en 2012. La actual directora general de la orquesta es Martha Gilmer, desde octubre de 2014.
En enero de 2015 Edo de Waart dirigió por primera vez como invitado a la orquesta. En enero de 2019 la orquesta anunció el nombramiento de Waart como su primer director invitado principal, a partir de la temporada 2019-2020.
En enero de 2018 Rafael Payare dirigió por primera vez como invitado a la orquesta. Sobre la base de este concierto, en febrero de 2018, la orquesta nombró a Payare su próximo director musical, con efecto a partir del 1 de julio de 2019. Su contrato inicial es de 4 años, y asumió el título de director musical designado con efecto inmediato. En octubre de 2020 la orquesta anunció una prórroga del contrato de Payare como director musical hasta la temporada 2025-2026.
El archivero Melvin G. Goldzband publicó en 2007 un libro sobre la orquesta titulado San Diego Symphony from Overture to Encore.

## Directores
- 1912–1920 B. Roscoe Schryock
- 1936–1937 Nino Marcelli
- 1938–1941 Nikolai Sokoloff
- 1949–1952 Fabien Sevitzky
- 1953–1958 Robert Shaw
- 1959–1966 Earl Bernard Murray
- 1967–1971 Zoltán Rozsnyai
- 1972–1979 Peter Erős
- 1980–1987 David Atherton
- 1989–1996 Yoav Talmi
- 1998–2002 Jung-Ho Pak, director artístico.
- 2004–2017 Jahja Ling
- 2019– Rafael Payare